# 캐스페이스 2
캐스페이스 2(영어: caspase 2, CASP2)는 인간에서 CASP2 유전자에 의해 암호화되는 효소이다. CASP2 오쏘로그(ortholog)는 완전한 게놈 데이터를 사용할 수 있는 거의 모든 포유류에서 확인되었다. 고유한 오쏘로그로는 새, 도마뱀, 진양서류 및 진골어류에도 존재한다.

## 기능
캐스페이스의 순차적 활성화는 세포자살의 실행 단계에서 중심적인 역할을 한다. 캐스페이스는 활성 효소를 형성하기 위해 이합체화되는 크고 작은 2개의 서브 유닛을 생성하기 위해 보존된 아스파르트산 잔기에서 단백질 분해 처리를 겪는 비활성 프로엔자임(proenzyme)으로 존재한다. 이 단백질의 절단은 다양한 세포자살 자극에 의해 유도된다.
캐스페이스 2는 다른 단백질을 분해하는 역할을 한다. 아스파르트산 잔기 다음의 아미노산에서만 단백질을 절단하는 캐스페이스라고 불리는 시스테인 단백질 분해 효소 계열에 속한다. 이 계열 내에서 캐스페이스 2는 Ich-1 하위 계열의 일부이다. 다양한 동물 종에서 가장 잘 보존된 캐스페이스 중 하나이다. 캐스페이스 2는 캐스페이스 1, 캐스페이스 4, 캐스페이스 5, 캐스페이스 9을 포함하는 개시 캐스페이스와 유사한 아미노산 서열을 갖는다. 그것은 캐스페이스 9과 유사한 긴 프로도메인(pro-domain)을 포함하고 CARD 도메인으로 알려진 단백질 상호 작용 도메인을 포함하는 지모겐으로 생산된다. 프로 캐스페이스 2는 p19와 p12라는 두 개의 하위 단위를 포함한다.

## 상호작용
캐스페이스 2는 다음과 상호작용하는 것으로 나타났다.
- BH3 상호작용 도메인 죽음 작용제[4][5]
- CRADD[6][7][8]
- 캐스페이스 8[4][9]

## 같이 보기
- PMAP
- 캐스페이스